# 카고 로직 에어
카고 로직 에어(영어: CargoLogicAir)는 영국의 화물 항공사로 영국 개인 기관이 소유하고 있다. 본사는 영국 런던에 위치해 있으며 2015년에 설립했다. 또한 사용하고 있는 허브 공항으로 런던 스탠스테드 공항이 있다.

## 보유 기종
- 2016년 7월 기준으로 카고 로직 에어는 다음과 같은 기종을 보유하고 있으며 2018년까지 5대를 늘릴 계획이다.[2]

## 같이 보기
- 볼가 드네포르 항공
- 에어브리지 카고 에어